# Steve Smith (hockey sur glace, 30-04-1963)
Pour les articles homonymes, voir Steve Smith et Smith.
James Stephen Smith  (né le 30 avril 1963 à Glasgow en Écosse) est un joueur professionnel écossais de hockey sur glace. Il possède aussi la nationalité canadienne.

## Carrière de joueur
Originaire d'Écosse, il grandit toutefois au Canada où il commence à jouer au hockey. Il joue junior avec les Knights de London avant d'être sélectionné par les Oilers d'Edmonton. Il se joint aux Hawks de MonctonAlpines de Moncton puis aux Oilers de la Nouvelle-Écosse de la Ligue américaine de hockey avant de faire le saut dans la LNH.
Le 30 avril 1986 lors du septième match de la série entre les Oilers et les Flames de Calgary sur la glace d'Edmonton alors qu'il ne reste que la moitié de la dernière période dans le temps réglementaire, Smith trompe son propre gardien, Grant Fuhr : en tentant de dégager le palet à travers l'enclave de son gardien, Smith envoie le palet contre le patin de Fuhr et finalement, le but, crédité par la suite à Perry Berezan, donne la victoire et surtout provoquer l'élimination des Oilers. Quand la sirène annonçant la fin de la partie résonne, Smith, dévasté, brise son bâton de hockey sur le banc en s'en allant au vestiaire. Cependant, quand Gretzky reprend la Coupe pour les Oilers l'année suivante, la première personne à qui il passe le précieux trophée est Smith.
Aux cours de ses années chez le club albertain, il est l'un des meilleurs défenseurs de la ligue. Il aide aussi les Oilers à remporter trois Coupe Stanley. Après son passage de sept saisons avec Edmonton, il est échangé aux Blackhawks de Chicago avant le début de la saison 1991-1992. Dès son arrivée avec les Hawks, il aide sa nouvelle équipe à se qualifier pour la finale de la Coupe Stanley. La finale se termine rapidement, les Penguins de Pittsburgh remportent les quatre parties requises sans en perdre une seule.
Au terme de la saison 1996-1997, il annonce sa retraite. Il se joint au personnel d'entraîneurs des Flames de Calgary en tant qu'entraîneur-adjoint. Il n'occupe ce poste qu'une saison, préférant revenir au jeu avec ces mêmes Flames dès la saison suivante. À sa deuxième saison avec l'équipe, il subit une blessure qui le garde à l'écart du jeu presque toute la saison. Il revient pour une ultime saison, n'y jouant que 13 parties avant d'annoncer sa retraite, cette fois définitive.
En plus d'avoir remporté la Coupe Stanley, il gagne au cours de sa carrière une médaille d'or à la Coupe Canada et participe à une reprise au Match des étoiles de la Ligue nationale de hockey.
Le 15 juillet 2010, il est nommé entraîneur-adjoint pour les Oilers d'Edmonton.

## Statistiques

### En club
| Saison     | Équipe                       | Ligue      |     | Saison régulière | Saison régulière | Saison régulière | Saison régulière | Saison régulière |    | Séries éliminatoires | Séries éliminatoires | Séries éliminatoires | Séries éliminatoires | Séries éliminatoires |
| Saison     | Équipe                       | Ligue      | PJ  | B                | A                | Pts              | Pun              | PJ               | B  | A                    | Pts                  | Pun                  |                      |                      |
| 1979-1980  | Green Machine de Fergus      | OHA-D      | 23  | 10               | 14               | 24               | 40               | -                | -  | -                    | -                    | -                    |                      |                      |
| 1980-1981  | Knights de London            | OMJHL      | 62  | 4                | 12               | 16               | 141              | -                | -  | -                    | -                    | -                    |                      |                      |
| 1981-1982  | Knights de London            | LHO        | 58  | 10               | 36               | 46               | 207              | 4                | 1  | 2                    | 3                    | 13                   |                      |                      |
| 1982-1983  | Knights de London            | LHO        | 50  | 6                | 35               | 41               | 133              | 3                | 1  | 0                    | 1                    | 10                   |                      |                      |
| 1982-1983  | Alpines de Moncton           | LAH        | 2   | 0                | 0                | 0                | 0                | -                | -  | -                    | -                    | -                    |                      |                      |
| 1983-1984  | Alexanders de Brantford      | LHO        | 7   | 1                | 1                | 2                | 0                | -                | -  | -                    | -                    | -                    |                      |                      |
| 1983-1984  | Alpines de Moncton           | LAH        | 64  | 1                | 8                | 9                | 176              | -                | -  | -                    | -                    | -                    |                      |                      |
| 1984-1985  | Oilers de la Nouvelle-Écosse | LAH        | 68  | 2                | 28               | 30               | 161              | 5                | 0  | 3                    | 3                    | 40                   |                      |                      |
| 1984-1985  | Oilers d'Edmonton            | LNH        | 2   | 0                | 0                | 0                | 2                | -                | -  | -                    | -                    | -                    |                      |                      |
| 1985-1986  | Oilers de la Nouvelle-Écosse | LAH        | 4   | 0                | 2                | 2                | 11               | -                | -  | -                    | -                    | -                    |                      |                      |
| 1985-1986  | Oilers d'Edmonton            | LNH        | 55  | 4                | 20               | 24               | 166              | 6                | 0  | 1                    | 1                    | 14                   |                      |                      |
| 1986-1987  | Oilers d'Edmonton            | LNH        | 62  | 7                | 15               | 22               | 165              | 15               | 1  | 3                    | 4                    | 45                   |                      |                      |
| 1987-1988  | Oilers d'Edmonton            | LNH        | 79  | 12               | 43               | 55               | 286              | 19               | 1  | 11                   | 12                   | 55                   |                      |                      |
| 1988-1989  | Oilers d'Edmonton            | LNH        | 35  | 3                | 19               | 22               | 97               | 7                | 2  | 2                    | 4                    | 20                   |                      |                      |
| 1989-1990  | Oilers d'Edmonton            | LNH        | 75  | 7                | 34               | 41               | 171              | 22               | 5  | 10                   | 15                   | 37                   |                      |                      |
| 1990-1991  | Oilers d'Edmonton            | LNH        | 77  | 13               | 41               | 54               | 193              | 18               | 1  | 2                    | 3                    | 45                   |                      |                      |
| 1991-1992  | Blackhawks de Chicago        | LNH        | 76  | 9                | 21               | 30               | 304              | 18               | 1  | 11                   | 12                   | 16                   |                      |                      |
| 1992-1993  | Blackhawks de Chicago        | LNH        | 78  | 10               | 47               | 57               | 214              | 4                | 0  | 0                    | 0                    | 10                   |                      |                      |
| 1993-1994  | Blackhawks de Chicago        | LNH        | 57  | 5                | 22               | 27               | 174              | -                | -  | -                    | -                    | -                    |                      |                      |
| 1994-1995  | Blackhawks de Chicago        | LNH        | 48  | 1                | 12               | 13               | 128              | 16               | 0  | 1                    | 1                    | 26                   |                      |                      |
| 1995-1996  | Blackhawks de Chicago        | LNH        | 37  | 0                | 9                | 9                | 71               | 6                | 0  | 0                    | 0                    | 16                   |                      |                      |
| 1996-1997  | Blackhawks de Chicago        | LNH        | 21  | 0                | 0                | 0                | 29               | 3                | 0  | 0                    | 0                    | 4                    |                      |                      |
| 1998-1999  | Flames de Calgary            | LNH        | 69  | 1                | 14               | 15               | 80               | -                | -  | -                    | -                    | -                    |                      |                      |
| 1999-2000  | Flames de Calgary            | LNH        | 20  | 0                | 4                | 4                | 42               | -                | -  | -                    | -                    | -                    |                      |                      |
| 2000-2001  | Flames de Calgary            | LNH        | 13  | 0                | 2                | 2                | 17               | -                | -  | -                    | -                    | -                    |                      |                      |
| Totaux LNH | Totaux LNH                   | Totaux LNH | 804 | 72               | 303              | 375              | 2139             | 134              | 11 | 41                   | 52                   | 288                  |                      |                      |

### En équipe nationale
| Année | Équipe | Compétition  |   | PJ | B | A | Pts | Pun           |  | Résultat |
| 1991  | Canada | Coupe Canada | 8 | 0  | 1 | 1 | 30  | Médaille d'or |  |          |

## Trophées et honneurs personnels
Ligue nationale de hockey
- 1981 : repêché par les Oilers d'Edmonton en 6e ronde, à la 111e position
- 1987, 1988 & 1990 : remporta la Coupe Stanley avec les Oilers d'Edmonton
- 1991 : participation au Match des étoiles de la Ligue nationale de hockey

## Transactions en carrière
- 2 octobre 1991 : échangé aux Blackhawks de Chicago par les Oilers d'Edmonton en retour de Dave Manson et d'un choix de 3e ronde (Kirk Maltby) lors du repêchage d'entrée dans la LNH en 1992.
- 17 août 1998 : signe un contrat comme agent libre avec les Flames de Calgary.
- 7 décembre 2000 : annonce officiellement sa retraite.